# The Great British Bake Off
The Great British Bake Off  (oft abgekürzt als Bake Off oder GBBO) ist ein britischer Fernseh-Backwettbewerb, der von Love Productions produziert wird und bei dem eine Gruppe von Hobbybäckern in mehreren Runden gegeneinander antritt und versucht, eine Jury mit ihren Backkünsten zu überzeugen. In jeder Runde scheidet ein Teilnehmer oder eine Teilnehmerin aus. Der Gewinner wird aus den Teilnehmern ermittelt, die das Finale erreichen. Die erste Folge wurde am 17. August 2010 ausgestrahlt. Die ersten vier Staffeln wurden auf BBC Two ausgestrahlt, bis die wachsende Popularität die BBC veranlasste, die Sendung für die nächsten drei Staffeln auf BBC One zu verlegen. Nach der siebten Staffel unterzeichnete Love Productions einen Dreijahresvertrag mit Channel 4.
Ursprünglich wurde die Sendung von Sue Perkins und Mel Giedroyc moderiert, die Jury bestand aus Mary Berry und Paul Hollywood. Nach dem Wechsel zu Channel 4 übernahmen Noel Fielding und Sandi Toksvig die Moderation, doch Toksvig wurde später durch Matt Lucas ersetzt. Hollywood und Prue Leith sind die aktuellen Juroren. In chronologischer Reihenfolge sind die Gewinner Edd Kimber, Joanne Wheatley, John Whaite, Frances Quinn, Nancy Birtwhistle, Nadiya Hussain, Candice Brown, Sophie Faldo, Rahul Mandal, David Atherton, Peter Sawkins und Giuseppe Dell'Anno.
Der Serie wird zugeschrieben, dass sie das Interesse am Backen im gesamten Vereinigten Königreich und in Irland wiederbelebt hat, die Geschäfte im Vereinigten Königreich meldeten einen starken Anstieg der Verkäufe von Backzutaten und -zubehör. Viele der Teilnehmer, darunter auch die Gewinner, haben eine Bäckerkarriere eingeschlagen, und die  BAFTA-gekrönte Sendung hat eine Reihe von Specials und Spin-off-Shows hervorgebracht: eine Prominenten-Wohltätigkeitsserie zugunsten von Sport Relief/Comic Relief oder Stand Up to Cancer; Junior Bake Off für kleine Kinder (ausgestrahlt auf dem Sender CBBC, ab 2019 dann auf Channel 4); die After-Show-Serie An Extra Slice; und Bake Off: The Professionals für Teams von Konditoren. Am 27. Oktober wurde bekannt gegeben, dass Great British Bake-Off verlängert wurde und eine zwölfte Staffel im Jahr 2021 auf Channel 4 ausgestrahlt wird. Am 2. November 2021 wurde die Show für ihre dreizehnte Staffel verlängert, die 2022 ausgestrahlt werden soll.
Die Serie wurde auch in anderen Ländern ausgestrahlt; in den Vereinigten Staaten und Kanada, wo „Bake-Off“ eine Marke im Besitz von Pillsbury ist, heißt sie The Great British Baking Show. Auch im deutschsprachigen Raum gibt es die Serie Das große Backen mit Enie van de Meiklokjes als Moderatorin. Das Format wurde weltweit für die Produktion von lokalisierten Versionen verkauft und diente als Grundlage für zwei BBC Two-Serien, The Great British Sewing Bee und The Great Pottery Throw Down.

## Konzept

### Entwicklung
Der Backwettbewerb wurde von der Produzentin Anna Beattie konzipiert, nachdem sie mit einer Freundin gesprochen hatte, die „Bake-offs“ in Amerika gesehen hatte. Beattie ließ sich auch von den klassischen englischen Backwettbewerben bei britischen Dorffesten (village fête) inspirieren; sie sagte: „I loved that idea of village fêtes and an old-fashioned baking competition with people who only wanted to bake a good cake.“ - „Ich liebte diese Idee und einen altmodischen Backwettbewerb mit Leuten, die nur einen guten Kuchen backen wollten.“ Vier Jahre lang gelang es Beattie jedoch nicht, einen Sender für die Idee zu interessieren.
Anfang 2009 schlugen sie die Idee Janice Hadlow, der damaligen Chefin von BBC Two, vor. Der Pitch war erfolgreich, und Hadlow und die Redakteurin Charlotte Moore gaben die Sendung in Auftrag, die dann in den nächsten sechs Monaten entwickelt wurde. Das Entwicklungsteam wählte zunächst Mary Berry als Jurorin aus, und nach einem Vorsprechen wurde auch Paul Hollywood ernannt. Sue Perkins und Mel Giedroyc wurden als Moderatoren für die Sendung angesprochen.

### Produktion
Die Serie wird in mit Fähnchen geschmückten Zelten in malerischen Gärten gedreht, um das Ambiente eines englischen Dorffestes nachzubilden. In der ersten Staffel wechselten die Drehorte in den einzelnen Episoden, aber ab der zweiten Staffel wurde für jede Folge nur noch ein Drehort verwendet. Die Serie wird normalerweise über einen Zeitraum von 12 bis 13 Wochen gedreht, und die Dreharbeiten finden in der Regel an den Wochenenden statt, mit Ausnahme von Staffel 11, als die Dreharbeiten aufgrund der COVID-19-Pandemie auf sechs Wochen verkürzt wurden.
Amateurbäcker, die sich für die Show beworben haben, werden zunächst von Experten beurteilt und müssen dann bei einem Vorsprechen in London zwei ihrer Backwerke vorstellen. Anschließend absolvieren sie einen Screening-Test und ein Interview mit Produzenten. Bei einem zweiten Vorsprechen backen die Bewerber vor den Kameras zwei Rezepte für die Jury. Nach einer psychologischen Bewertung werden zwischen 10 und 13 Bewerber für die Show ausgewählt, wobei zwei weitere Bäcker in Bereitschaft bleiben, falls einer der ausgewählten Bewerber ausfällt. Was die Bäcker bei einer bestimmten Herausforderung zu backen beabsichtigen, wird durch animierte Grafiken veranschaulicht. Diese Grafiken werden seit dem Start der Sendung im Jahr 2010 von dem Illustrator Tom Hovey erstellt.

### Ausstrahlung und personelle Änderungen
Am 17. August 2010 wurde die erste Folge von The Great British Bake Off auf BBC Two ausgestrahlt. Die Sendung blieb vier Jahre lang auf BBC Two, wurde immer beliebter und entwickelte sich zur beliebtesten Sendung des Senders. In der fünften Staffel wurde die Sendung auf BBC One verlegt, wo sie drei Jahre lang lief. In den Jahren 2015 und 2016 war sie die meistgesehene Sendung im britischen Fernsehen. Nach langen Verhandlungen gab Love Productions bekannt, dass die siebte Staffel der Show die letzte sein würde, die von der BBC ausgestrahlt wird. Am 12. September 2016 stimmte Love einem Dreijahresvertrag für die Ausstrahlung der Serie auf Channel 4 zu. BBC Studios besitzt jedoch weiterhin die weltweiten Vertriebsrechte an der Serie, die 2028 erneuert werden sollen. Giedroyc und Perkins gaben daraufhin bekannt, dass sie nicht zurückkehren werden, wenn die Serie zu ihrem neuen Sender wechselt. Am 22. September 2016 kündigte Berry an, dass sie die Show ebenfalls verlassen würde, wenn sie zu Channel 4 wechselt, während Hollywood später bekannt gab, dass er bleiben würde. Im März 2017 wurde bekannt gegeben, dass Prue Leith Hollywood als Jurorin begleiten würde, während Noel Fielding und Sandi Toksvig die Moderation übernehmen würden. Nach drei Jahren als Moderatorin kündigte Toksvig an, die Show 2020 zu verlassen, und wurde durch Matt Lucas ersetzt.

## Format
In der Sendung wird in einem wöchentlichen Ausscheidungsverfahren der beste Allround-Bäcker unter den Teilnehmern ermittelt, die alle Amateure sind. In jeder Folge werden die Hobbybäcker vor drei Herausforderungen gestellt, die auf dem Thema der jeweiligen Woche basieren: ein typisches Gebäck, eine technische Herausforderung und ein Show-Stopper. Die drei Challenges finden an zwei Tagen statt, und die Dreharbeiten dauern bis zu 16 Stunden pro Tag. Mit Ausnahme von Staffel 9 war die erste Woche des Wettbewerbs in der Regel die „Tortenwoche“. Die Kandidaten werden von der Jury bewertet, die dann einen „Star-Bäcker“ für die Woche auswählt (eingeführt in Staffel 2), und ein Kandidat scheidet ebenfalls aus, obwohl bei ungeraden Teilnehmerzahlen in bestimmten Jahren oder bei einer Nichtausscheidung in der Vorwoche auch zwei Bäcker ausscheiden können. In der letzten Runde bleiben drei Bäcker übrig, aus denen ein Gewinner ermittelt wird.
Signatur Challenge
Bei dieser Herausforderung können die Hobbybäcker ihre bewährten Rezepte für Kuchen zeigen, die sie für ihre Freunde und Familie backen könnten.
Technische Challenge
Diese Herausforderung erfordert genügend technisches Wissen und Erfahrung, um ein bestimmtes Endprodukt herzustellen, wenn nur begrenzte – oder sogar minimale – Anweisungen gegeben werden. Die Bäcker erhalten alle dasselbe Rezept und erfahren im Voraus nicht, worum es bei der Herausforderung geht. Die fertigen Produkte werden blind bewertet und vom schlechtesten zum besten Produkt geordnet. Die Backwerke werden immer hinter dem Foto der jeweiligen Teilnehmer platziert.
Showstopper Challenge
Bei dieser Herausforderung können die Teilnehmer ihr Können und ihr Talent unter Beweis stellen. Die Jury bevorzugt ein Gebäck, das nicht nur professionell aussieht, sondern auch geschmacklich herausragend ist.
In der ersten Staffel zogen die Darsteller und das Team jede Woche von Stadt zu Stadt, doch ab der zweiten Staffel findet der Wettbewerb an einem Ort in einem eigens errichteten Festzelt statt. In die Sendung sind Hintergrundinformationen über die Teilnehmer sowie – in den früheren Serien – Videos über die Geschichte des Backens eingestreut.

## Staffeln

### Erste Staffel (2010)
In der ersten Staffel von „The Great British Bake Off“ stellten zehn Hobbybäcker ihre Backkünste unter Beweis und kämpften um den Titel des besten Hobbybäckers von „Great British Bake Off“. Bei der landesweiten Tournee mussten die Bäcker jede Woche drei Herausforderungen in einer bestimmten Disziplin meistern. Die Runden fanden an verschiedenen Orten im Vereinigten Königreich statt, wobei die letzte Runde im Fulham Palace in London abgehalten wurde.
Die drei Finalisten waren Ruth Clemens, Miranda Gore Browne und Edd Kimber. Am 21. September 2010 wurde Kimber zum besten Hobbybäcker gekürt.

### Zweite Staffel (2011)
In der zweiten Staffel wurde die Zahl der Hobbybäcker auf zwölf erhöht. Im Gegensatz zur ersten Staffel blieb The Great British Bake Off in diesem Jahr an einem Ort - Valentines Mansion, einem Herrenhaus aus dem 17. Jahrhundert in Redbridge, London.
Die Finalisten waren Holly Bell, Mary-Anne Boermans und die Siegerin Joanne Wheatley.

### Dritte Staffel (2012)
Die dritte Staffel von The Great British Bake Off begann am 14. August 2012,[32] sie wurde in Harptree Court in East Harptree, Somerset, gedreht.
Die Finalisten waren Brendan Lynch, James Morton und John Whaite, von denen letzterer das Finale überraschend gewann.

### Vierte Staffel (2013)
Die vierte Staffel von The Great British Bake Off begann am 20. August 2013 auf BBC Two. Die Serie wurde erneut in Harptree Court in East Harptree, Somerset, gedreht. Das Finale wurde von Frances Quinn gewonnen, Ruby Tandoh und Kimberley Wilson belegten den zweiten Platz.

### Fünfte Staffel (2014)
Die fünfte Staffel von The Great British Bake Off wurde am 6. August 2014 auf BBC One ausgestrahlt. Diese Staffel wurde im Welford Park in Berkshire gedreht, und es nahmen zwölf Bäcker teil. Mary Berry und Paul Hollywood kehrten als Juroren zurück, während Sue Perkins und Mel Giedroyc die Serie weiterhin moderierten. Richard Burr erhielt die meisten Star-Bäcker aller bisherigen Serien, wurde aber im Finale von Nancy Birtwhistle geschlagen.
Im selben Jahr wurde auch eine Spin-off-Show The Great British Bake Off: An Extra Slice gestartet, die von der Komikerin Jo Brand auf BBC Two moderiert wurde. Jede Folge wurde zwei Tage nach der Hauptsendung ausgestrahlt, später aber auf denselben Abend verlegt. Die Sendung zeigt Interviews mit ausgeschiedenen Kandidaten[36].

### Sechste Staffel (2015)
Die sechste Staffel begann am 5. August 2015 auf BBC One, wieder im Welford Park in Berkshire. Die Spin-off-Show The Great British Bake Off: An Extra Slice kehrte für eine zweite Staffel zurück, mit Jo Brand als Moderatorin. Diese Serie wurde von Nadiya Hussain gewonnen, Ian Cumming und Tamal Ray belegten den zweiten Platz.

### Siebente Staffel (2016)
Die siebte Staffel begann am 24. August 2016 auf BBC One, wieder im Welford Park in Berkshire, und damit später als üblich, da die BBC über die Olympischen Spiele berichtete. Diese Staffel wurde von Candice Brown gewonnen, Jane Beedle und Andrew Smyth belegten den zweiten Platz.

### Achte Staffel (2017)
Die achte Staffel von The Great British Bake Off wurde ab dem 29. August 2017 ausgestrahlt. Es ist die erste Staffel von The Great British Bake Off, die nach dem Wechsel von der BBC auf Channel 4 ausgestrahlt wird. In der Staffel treten die neuen Moderatoren Noel Fielding und Sandi Toksvig sowie die neue Jurorin Prue Leith und der wiederkehrende Juror Paul Hollywood auf. Diese Staffel wurde von Sophie Faldo gewonnen, während Kate Lyon und Steven Carter-Bailey den zweiten Platz belegten.

### Neunte Staffel (2018)
Die Ausstrahlung der neunten Staffel von The Great British Bake Off begann am 28. August 2018.
Am 30. Oktober 2018 wurde Rahul Mandal, Wissenschaftler an der Universität Sheffield aus Rotherham, als Gewinner von The Great British Bake Off 2018 bekannt gegeben. Die Zweitplatzierten waren Ruby Bhogal und Kim-Joy Hewlett.

### Zehnte Staffel (2019)
Die zehnte Staffel von The Great British Bake Off wurde ab dem 27. August 2019 ausgestrahlt. Am 29. Oktober 2019 wurde David Atherton als Gewinner von The Great British Bake Off 2019 bekannt gegeben und war damit der erste Gewinner, der nie Star Baker während des Wettbewerbs war. Die Zweitplatzierten waren Steph Blackwell und Alice Fevronia.

### Elfte Staffel (2020)
Die elfte Staffel von The Great British Bake Off wurde am 22. September 2020 ausgestrahlt. Matt Lucas löste Sandi Toksvig als Moderatorin ab, neben dem wiederkehrenden Moderator Noel Fielding und den Juroren Prue Leith und Paul Hollywood. Die ersten drei Episoden dauerten 90 Minuten statt wie bisher 75 Minuten. Aufgrund der COVID-19-Pandemie wurden die Dreharbeiten auf sechs Wochen verkürzt. Die Darsteller und die Crew mussten in einer „in sich geschlossenen Biosphäre“ leben, nämlich im Down Hall Hotel in Bishop's Stortford, in dessen Garten für den Wettbewerb ein Zelt aufgestellt wurde. Am 24. November 2020 wurde bekannt gegeben, dass Peter Sawkins diese Folge gewonnen hat, Laura Adlington und Dave Friday belegten den zweiten Platz.

### Zwölfte Staffel (2021)
Die Ausstrahlung der zwölften Staffel begann am Dienstag, dem 21. September 2021. Am 23. November 2021 wurde Giuseppe Dell'Anno als Gewinner bekannt gegeben, der damit der erste Italiener ist, der die Sendung gewinnt. Die Zweitplatzierten waren Chigs Parmar und Crystelle Pereira. Jürgen Krauss der die ganze Sendung über ein Favorit war, wurde überraschenderweise Vierter.

### Dreizehnte Staffel (2022)
Die dreizehnte Staffel von Great British Bake Off wurde ab Dienstag, dem 13. September 2022, auf Channel 4 ausgestrahlt. Die Staffel wurde auf Netflix als Collection 10 ausgestrahlt, die wöchentlich drei Tage nach dem Ausstrahlungstermin im Vereinigten Königreich veröffentlicht wurde.
Am 15. November 2022 wurde Syabira Yusoff als Gewinnerin der Sendung bekannt gegeben. Die Zweitplatzierten waren Sandro Farmhouse und Abdul Rehman.

## Kontroversen

### Kontroverse um Baked Alaska („Bingate“)
In der vierten Folge der fünften Staffel gab es eine Kontroverse um das Ausscheiden von Kandidat Iain Watters. In der letzten Showstopper-Runde sollten die Kandidaten eine Baked Alaska (Omelette surprise) zubereiten. Iains Eiscreme war nicht fest geworden, und aus Frustration warf er sein Gebäck in den Mülleimer. Der Schnitt der Sendung suggerierte, dass eine andere Teilnehmerin, Diana Beard, den Fehler verursacht hatte, indem sie das Eis aus einem Gefrierschrank nahm, und die vermeintliche „Sabotage“ führte zu einem Aufschrei in den sozialen Netzwerken. Geschnittenes Filmmaterial, das in der begleitenden Sendung An Extra Slice ausgestrahlt wurde, zeigt jedoch, wie Luis den großen Gefrierschrank, in dem sich Iains Eis befand, offen hält, während er die Seiten seiner eigenen gebackenen Alaska mit einer gespritzten Haube versieht, während Mel ihn warnt, schneller zu arbeiten und den Gefrierschrank zu schließen. Später in der Folge, als Iain sein Eis herausnimmt, um mit dem nächsten Schritt seines Gerichts zu beginnen, ist es noch ziemlich weich, was darauf hindeutet, dass es in die Gefriertruhe ging, die er sich mit Diana teilte, ohne vollständig gefroren zu sein. Verschiedene Mitglieder der Besetzung gaben Kommentare zur Unterstützung Dianas ab und ein Sprecher der BBC gab später eine Erklärung ab, dass „Diana, die Iains Eis für weniger als eine Minute aus dem Gefrierschrank nahm, in keiner Weise für Iains Abreise verantwortlich war“.
Mehr als 800 Beschwerden wurden bei der BBC wegen des Vorfalls eingereicht, und einige beschwerten sich auch bei der Kommunikationsaufsichtsbehörde Ofcom.

### Versehentliche Enthüllung der Gewinnerin von Staffel 8
Am 31. Oktober 2017 verkündete die Jurorin Prue Leith auf ihrem Twitter-Account versehentlich, dass Sophie Faldo die Gewinnerin von Staffel 8 sei, zwölf Stunden vor der Ausstrahlung des Finales. Dies sorgte bei vielen Fans der Show für Aufregung. Sie löschte den Tweet schnell und entschuldigte sich bei den Fans, die ihn gesehen hatten. Die erste Folge von Staffel 9 nahm den Vorfall auf die Schippe, indem sich die Moderatoren Toksvig und Fielding als Marty McFly und Doc Brown aus Zurück in die Zukunft verkleideten und mit einer DeLorean-Zeitmaschine in die Vergangenheit reisten, um Leith davon abzuhalten, den Gewinner der Staffel zu twittern.

### Japan Week
Staffel 11 Episode 6 „Japan Week“ wurde weithin und heftig kritisiert, weil es kein echtes japanisches Gebäck gab. Die meisten Teilnehmer entschieden sich für chinesisches oder indisches Gebäck, was dazu führte, dass der Show vorgeworfen wurde zu denken, „alle Asiaten seien Japaner“.

### German Week
Fans von The Great British Bake Off haben Matt Lucas und Noel Fielding als „unhöflich“ und „beleidigend“ bezeichnet, nachdem sie während der ersten deutschen Woche (German Week 2021) der Sendung mehrmals einen deutschen Akzent nachgemacht haben, auch in Hörweite der Kandidaten, von denen einer in Deutschland geboren ist. Speziell Matt Lucas wurde von vielen Zuschauern wegen seines „beiläufigen Rassismus“ kritisiert.
Beispiel Twitter Kommentar: “@RealMattLucas I hope you feel embarrassed about your awful, very racist, ignorant and hurtful German accent on @BritishBakeOff tonight, Jurgen look so hurt, you made a lovely man feel small.”
„@RealMattLucas Ich hoffe, du schämst dich für deinen schrecklichen, sehr rassistischen, ignoranten und verletzenden deutschen Akzent bei @BritishBakeOff heute Abend, Jürgen sah so verletzt aus, du hast einen netten Mann sich klein fühlen lassen.“